# Wilhelm Hugo Klink
Wilhelm Hugo Klink (* 1. Februar 1875 in Affaltrach; † 26. Juni 1922 in Böckingen) war in jungen Jahren anarchistischer Aktivist, später Immobilienhändler und Dramatiker.

## Werdegang
Um den Parteitag in Breslau 6.–12. Oktober 1895 wechselte er von der Opposition der Jungen der Sozialdemokratie zu den kommunistischen Anarchisten und versuchte zum Teil von Heilbronn aus eine süddeutsche anarchistische Föderation zu gründen. Er zählt neben Gustav Landauer zu den bedeutendsten süddeutschen revisionistischen Anarchisten.
Ab 1896 gab er in Heilbronn sechs Ausgaben der Freiheit (ein anarchistisches Agitationsblatt) heraus.
1899 lebte er in Bietigheim und drängte auf die Koordination von Anarchisten im Deutschen Reich in Zusammenarbeit mit anderen Parteien und dem Handel.
1900 erkannte er, dass er sich ausschließlich auf den Aufbau einer bestimmten anarchistischen Organisation konzentrieren sollte. Er schrieb:

„Auf zur Tat! Heran da, heraus an die Öffentlichkeit und so mitgearbeitet, dass wir unserem Ideal näher kommen. Zuerst muss der falsch aufgefasste Individualismus fallen gelassen werden und müssten sich die Genossen organisieren, und die Organisation so gestalten, dass sie unseren Anschauungen nicht zuwider läuft. Aufgabe dieser freien Vereinigung muss es sein für Agitation, Aufklärung und Bildung unter den Genossen zu sorgen und diese einer höheren geistigen Kultur zuzuführen. Wirtschaftliche Kampfesorganisationen müssen hervorgerufen und lokal organisiert werden; mit dem starren gewerkschaftlichen Zentralismus, welcher ein Hemmschuh der Bewegung ist, muss gebrochen werden“

Wilhelm Klink schlug die Gründung von vier Verbänden für das gesamte Deutsche Reich vor, die Süddeutschland, Rheinland-Westfalen, Schlesien und Norddeutschland (einschließlich Berlin) abdecken.
Anarchisten in Berlin lehnten jedoch die Notwendigkeit einer Organisation ab, der sich Klink widmete. Bei einem anarchistischen Treffen in Württemberg im Sommer 1900, an dem zehn Anarchisten aus vier Städten teilnahmen, wurde die Süddeutsche Föderation gegründet. Außerdem wurde in Bietigheim ein Agitationskomitee eingerichtet, um auf die Entwicklung einer Bewegung freier Gewerkschaften und Genossenschaften hinarbeiten. Bis Ende 1900 hatte sich eine Gruppe aus zehn Städten der Süddeutschen Föderation angeschlossen. Außerdem wurde ein Gewerkschaftsverband gegründet, in dem Klink zeitweise als Vorsitzender fungierte.
Er war vorwiegend in Württemberg tätig, entwich zeitweise aus dem Deutschen Reich wegen eines angeblichen Sittlichkeitsdelikts. Auch die Politische Polizei überwachte ihn und führte eine Polizeiakte.
1910 zog er sich vom Anarchismus zurück und lebte in Böckingen.
Im Gasthof Zum Sandhof in der damals noch selbständigen Gemeinde Böckingen traf er sich am 16. März 1911 mit 13 Weggenossen und gründete die Siedelungsgenossenschaft des Bundes für soziale Betätigung Heilbronn, Keimzelle der heutigen Wohnungsbaugesellschaft GEWO. Später besaß Klink ein Immobiliengeschäft.
Im Mai 1912 verfasste er über die Schwarze Hofmännin ein Drama aus dem Bauernkrieg in vier Aufzügen, das in Heilbronn mehrfach aufgeführt worden ist.

## Schriften
- Wie die Führer der Sozialdemokratie Recht und Wahrheit achten. Rein, Heilbronn 1895.
- Lebensrätsel: Schauspiel in 6 Aufzügen. Süddeutsche Immobilienzeitung, Böckingen-Heilbronn 1908.
- Zur Geschichte des Genossenschaftswesen. Wulle, Heilbronn 1910.